# Octogone de Montmorillon
L'octogone de Montmorillon est une chapelle romane cimétériale du XIIe siècle de la ville de Montmorillon (Vienne). Elle possède une double élévation, étant construite sur un ossuaire. Elle fait l’objet d’un classement au titre des monuments historiques par la liste de 1840,
Elle faisait partie des monuments de l'enceinte d'une Maison-Dieu fondée vers 1080-1085. Enfin, diverses sources font état – à l'endroit même de l'Octogone – d'un lieu déjà sacralisé, sous la Gaule romaine, voire à des périodes antérieures. Mais, jusqu'à présent, aucune fouille sérieuse n'a jamais été effectuée en ces lieux qui infirmeraient ou confirmeraient ces possibilités bien que nombre de passionnés y aillent de leurs interprétations personnelles.

## Forme
La plupart des églises et des chapelles médiévales ayant subsisté sont cruciformes. Comme l'indique son nom, celle-ci a la particularité d'être en forme d'octogone régulier (angles de 45°) : ce qui est une autre façon de représenter une croix, cette croix étant dite "pattée" comme la croix templier. De ce fait, on a souvent associé l'architecture de forme octogonale à la tradition templière.
Les bâtisseurs de l'époque s'étaient probablement inspirés de la Chapelle du Rocher de Jérusalem (Israël), datée de 681 (actuelle mosquée d'Omar) ou de la chapelle palatine d'Aix-la-Chapelle (Allemagne), de 792, qui possédaient un plan octogonal. Peut-être s'étaient-ils inspirés de modèles plus proches géographiquement : Aygurande, Felletin, Limoges, Peyrat-de-Bellac, Pierre-Buffière ou Vertillac (Haute-Vienne), Charroux (Vienne), Ferrières-en-Gâtinais (Loiret), Saint-Michel-d'Entraigues (Charente). Certains ont été détruits : Limoges, Peyrat-de-Bellac et Vertillac.
L'Octogone de Montmorillon se rattache à un certain nombre d'autres chapelles cimétériales octogonales : Saint-Sauveur à Saint-Honorat de Lérins (Alpes-Maritimes) (XIe siècle), Saint-Étienne de Mélas (Ardèche) (XIe siècle), Sainte-Madeleine à Laon (Aisne) (1080-1120) (disparue), Saint-Clair d'Aiguilhe au Puy-en-Velay (Haute-Loire) (XIe-XIIe), Sainte-Marie d'Eunate et le Saint-Sépulcre de Torres del Rio (Espagne) (XIIIe), Tomar (Portugal) (XIIe-XIIIe), Saint-Laurent à Angers (Maine-et-Loire) (disparue) et Notre-Dame-des-Bois à Paris (1180-1223) (disparue).
Le chiffre 8 était le symbole de la Résurrection depuis saint Amboise car selon lui, le christ était ressuscité le lendemain de sabbat qui se situe en septième position dans la semaine. En outre, il désigne l'éternité bienheureuse puisque la semaine de 7 jours figure le temps présent auquel succédera le repos éternel. Dans cette logique du 7+1 = éternité, il convient aussi de comprendre les 7 sacrements + 1. Cela explique le choix d'un plan octogonal pour certaines chapelles cimétériales. La mort était considérée comme l'entrée dans la vie éternelle parce qu'au sein de l'univers divin, ce serait une nouvelle naissance, tout comme le baptême lui-même. C'est pourquoi, ce dernier est aussi considéré en théologie comme apportant une nouvelle naissance vers la vie éternelle, le baptisé se trouvant désormais au sein de l'univers du divin. Un très bel exemple d'octogone, mais baptistère, est le fameux monument de Poitiers qui est l'un des baptistères les plus anciens du monde occidental. À souligner enfin : dans le périmètre de la maison-dieu de Montmorillon, il n'y a pas UN octogone mais DEUX, le second, plus petit est considéré comme étant un chauffoir.

## Le décor
L'essentiel du décor de l'Octogone se borne à la sculpture mais il faut penser que la chapelle a été peinte et sans doute plusieurs fois.
Le décor intérieur est dominé par des culots sculptés représentant des fleurons et des têtes humaines dont deux tirent la langue. L'un est plus travaillé et est orné d'une tête grimaçante et d'un lion.
À l'extérieur, d'autres culots terminent les tores de la face sud marquant les angles du toit de pierre. Ils portent des visages. La chapelle est aussi décorée de 69 modillons (monstres, animaux, têtes humaines, fleurons, divers personnages).
La façade est ornée de quatre groupes de figures disposées sur des piliers : deux Luxures, les quatre évangélistes dont saint Jean avec sa coupeet Matthieu, le front dégarni, une Annonciation, une Visitation et trois saintes.

## Rénovation
Les textes nous apprennent que l'Octogone, dont la couverture est ruinée en 1584, est rénové entre 1611 et 1639. Un " acte de visite des officiers de Montmorillon de l'état de la Maison-Dieu" du 21 octobre 1639, nous apprend qu'"il a été fait une charpente neuve en forme de pyramide où il y a un clocher fait en dôme couvert d'ardoises et de plomb avec une lanterne, pour y mettre une cloche et le reste couvert à tuile et à ardoises". Il semblerait qu'il ait été détruit dès 1724. En 1997-1999, la chapelle a été rénovée pour reprendre l'aspect qu'elle avait au XVIIe siècle : le clocher est devenu un lanternon en forme de campanile.

## Architecture de la charpente
Arbalétrier, campanile, enrayure, entrait, ferme et lanternon...